# ابن جوهری دمشقی
ابوبکر بن احمد دمشقی بهرام‌آبادی شهرت‌یافته به ابن جوهری دمشقی (۱۹ نوامبر ۱۵۶۰ - درگذشتهٔ پس از ۱۶۲۱م) ادیب و شاعر شامی ایرانی‌تبار بود. شعر او را سهل و روشن وصف کرده‌اند اما تقلید و آرایه‌پردازی دارد. بیشتر در فن شعر وجدانی، غزل و شکوائیه سرود. مقطعات او را بهترین بخش اشعارش در سبک و معنی دانسته‌اند.

## زندگی
نسب کاملش «ابوبکر بن احمد بن علاءالدین بن محمد بن عمر بن ناصرالدین بن علی، بهرام‌آبادی» ذکر شده است؛ کنیهٔ ابوبکر نام اوست. خانواده‌اش از جایی به نام «بهرام‌آباد» در ایران بودند که به بازرگانی پیشه داشتند؛ از ثروتمندان وجیه در ایران و پس از مهاجرت، در سرزمین شام شمرده می‌شدند. ابوبکر خود در ۱۹ نوامبر ۱۵۶۰/ ۱ ربیع‌الاول ۹۶۸ق در دمشق زاده شد و همان‌جا پرورش یافت. در کودکی، پدرش درگذشت. در دمشق نزد حسن بورینی دانش فراگرفت سپس برای بازرگانی به مصر رفت و تحصیلات خود را آنجا در حین اشتغال ادامه داد. درگذشت او کمی پس از سال ۱۶۲۱م/ ۱۰۳۰ق روی داد.